# Roger Mayweather
Roger Mayweather, soprannominato Black Mamba (Grand Rapids, 24 aprile 1961 – Los Angeles, 17 marzo 2020), è stato un pugile statunitense, vincitore del titolo mondiale in due differenti categorie di peso.
Era lo zio del celeberrimo pugile Floyd Mayweather Jr.

## Biografia

### Carriera da dilettante
Il suo curriculum comprende 68 incontri da dilettante, di cui 64 vinti e 4 persi.

### Carriera da professionista
Roger Mayweather iniziò la sua attività professionistica il 29 luglio 1981  combattendo contro Andrew Ruiz e vincendo per knock-out tecnico al primo round. 
Dopo una striscia iniziale di 14 incontri tutti vinti, il 19 gennaio 1983 fu designato di combattere per il titolo mondiale WBA dei pesi superpiuma, contro Samuel Serrano. Mayweather dominò l'incontro e sconfisse Serrano per knock-out tecnico conquistando la cintura mondiale della categoria e subentrando al messicano anche nello "status" di campione lineare. Fu l'ultimo match in carriera del suo avversario
Mayweather ha difeso con successo due volte il titolo contro Jorge Alvarado e Benedicto Villablanca prima di subire la sua prima sconfitta per KO al primo round contro Rocky Lockridge il 22 febbraio 1984. Il 7 luglio 1985 ebbe nuovamente l’opportunità di combattere per la cintura mondiale WBC dei pesi superpiuma ma fu sconfitto dal messicano Julio César Chávez per KO alla 2ª ripresa.
Conquistò il titolo WBC dei pesi welter junior il 12 novembre 1987, battendo il messicano René Arredondo per knock-out tecnico avendo atterrato l’avversario tre volte nel corso della sesta ripresa.
Il 6 giugno 1988, in un evento che comprendeva anche il match tra Thomas Hearns e Iran Barkley, sconfisse ai punti con verdetto contrastato Harold Brazier conservando il titolo mondiale.
Il 13 maggio 1989 al Great Western Forum di Inglewood ritrovò Julio César Chávez e perse il titolo mondiale WBC dei superleggeri per KO alla decima ripresa.
Il 14 marzo 1993, a Las Vegas, batté  l’ex campione del mondo dei pesi leggeri Livingstone Bramble, per squalifica al quinto round.
Ha concluso la sua carriera professionistica nel 1999 battendo ai punti Javier Francisco Mendez l'8 maggio di quell'anno. Ha combattuto 72 incontri, di cui 59 vinti (35 per KO) e 13 persi, con un totale di nove titoli maggiori e minori, ottenuti in quattro diverse categorie di peso.

### Carriera da allenatore
Dopo il ritiro restò nell’ambiente come allenatore di suo nipote Floyd Mayweather Jr.. Durante l’'incontro tra quest’ultimo e Zab Judah, l’8 aprile 2006, è ricordato per la "rissa" sfiorata tra lui e l'angolo dell’avversario in seguito ad una evidente scorrettezza di Judah che colpì Mayweather jr. sotto la cintura.
Malato da tempo, è morto il 17 marzo 2020, all'età di 58 anni.